# Station Baumgartner

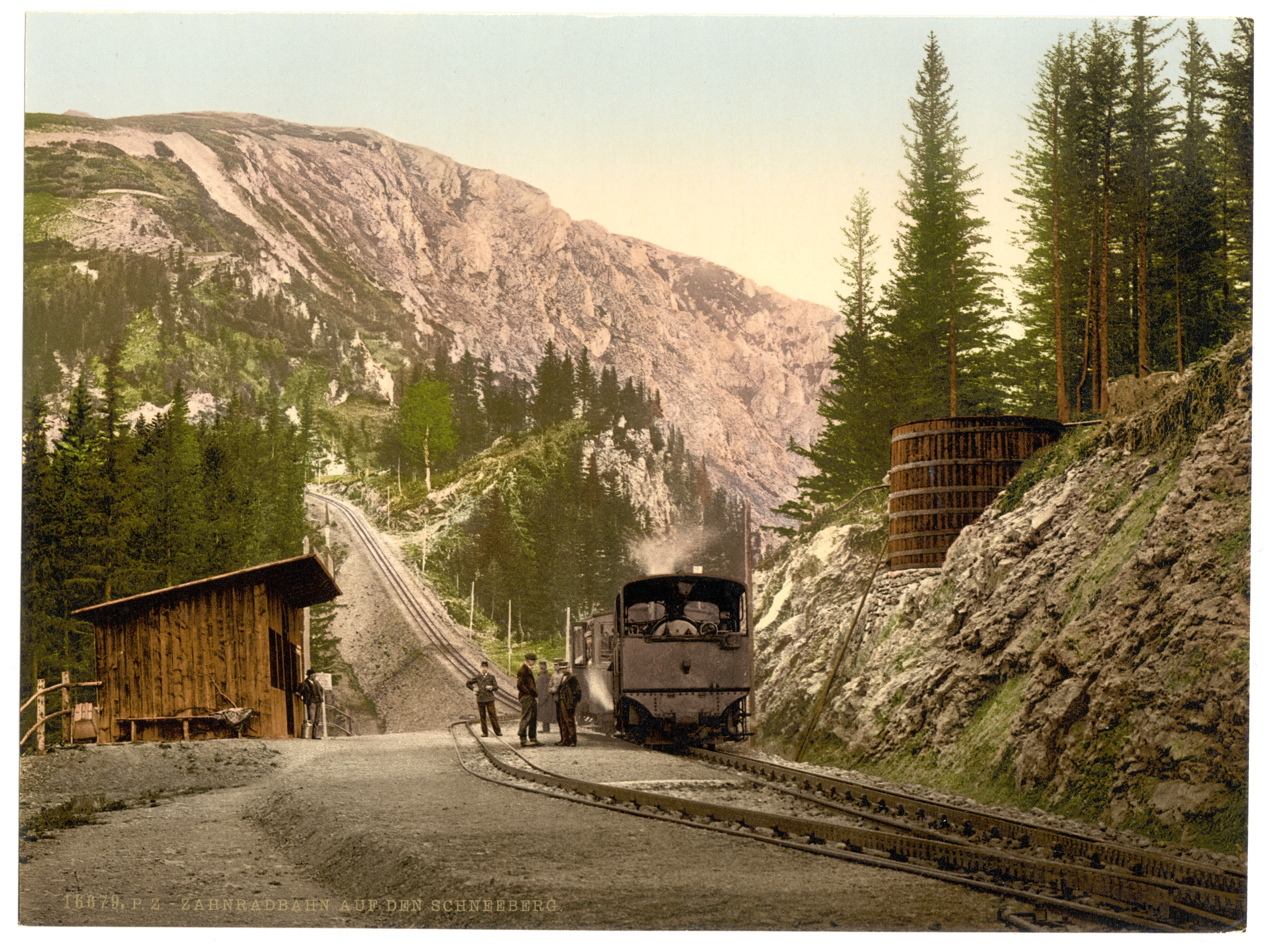
Die ursprüngliche Station Baumgartner in der Frühzeit der Bahn

Die Station Baumgartner ist eine Zwischenstation der Schneebergbahn auf dem Schneeberg im Bundesland Niederösterreich. Während der Betriebszeiten der Schneebergbahn ist die Station auch als Gasthaus geöffnet, es gibt keine Übernachtungsmöglichkeit. Die Station liegt in 1396 Metern Höhe und 7,3 Kilometer von der Talstation der Zahnradbahnstrecke der Schneebergbahn, Puchberg am Schneeberg, entfernt. Die Station hat ihren Namen vom ehemaligen Baumgartnerhaus. Das Elisabethkirchlein, das Berghaus Hochschneeberg und der 1888 Meter hohe Waxriegel im Schneeberg-Massiv sind von ihr aus bereits gut zu sehen.
Neben der Hütte befindet sich eine Ausweichstelle für die Züge.

## Schneebergbahn

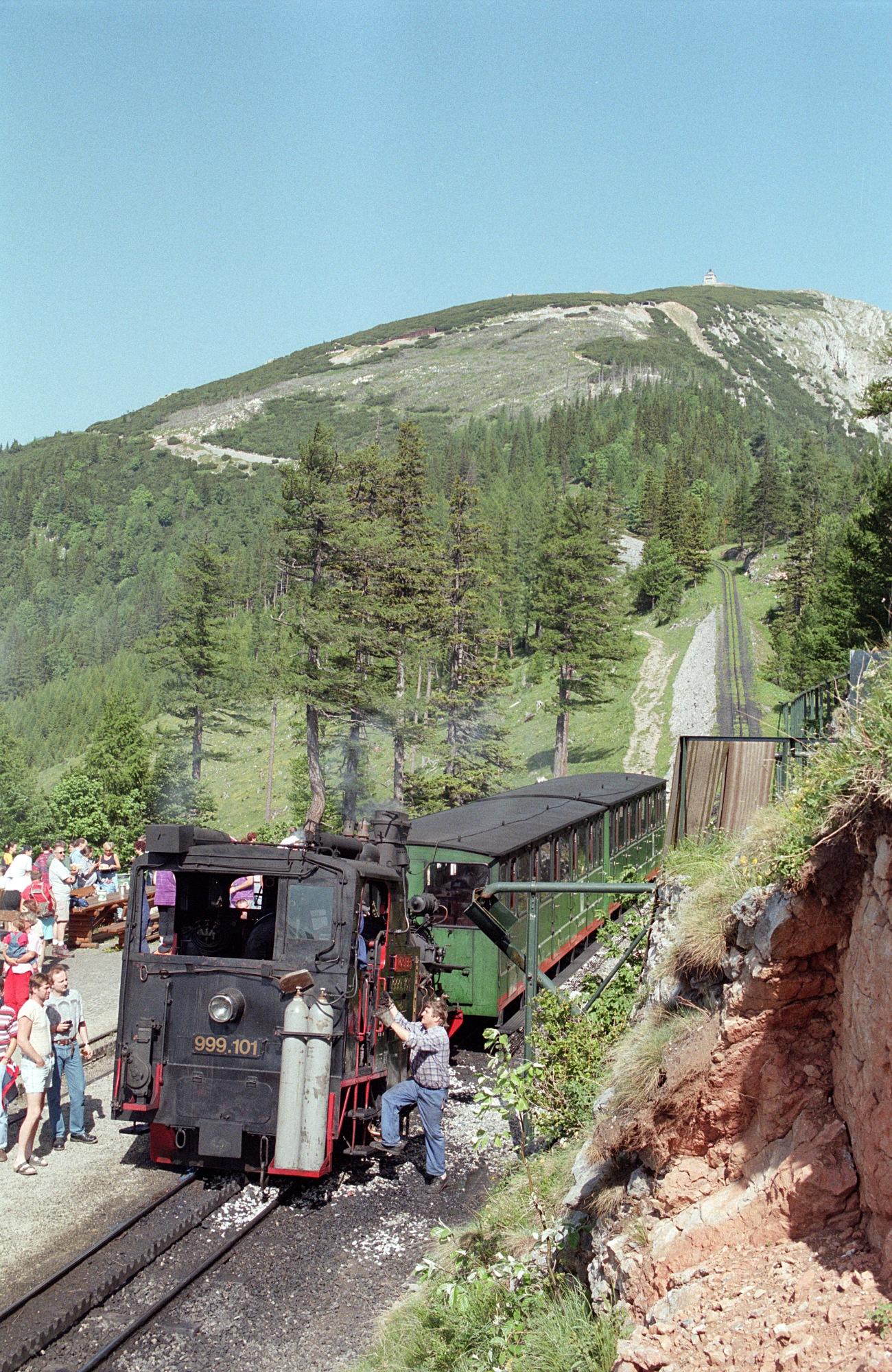
Dampfzug beim Wasserfassen (1998)

Die Station Baumgartner ist und war schon immer eine wichtige Station der Zahnradbahn. Die alten noch aus der Zeit der Bahneröffnung (1897) stammenden sechs Dampflokomotiven mussten hier eigens aus dem Tal heraufgebrachtes Wasser nachtanken. Da auf dem Schneeberg keine Quellen vorhanden sind, musste der Vorratsbehälter aus Tankwagen der Bahn befüllt werden. Etwa vier bis fünf Kubikmeter Wasser und eine halbe Tonne Kohle benötigt eine Lok für Berg- und Talfahrt. Da seit dem Jahr 2006 jedoch eine neu errichtete Wasserleitung am Schneeberg zur Verfügung steht, ist die Befüllung des Wassertanks durch die Bahn nicht mehr notwendig.
Der traditionell etwas längere Aufenthalt bei der Station Baumgartner wurde auch bei der Einführung der Dieseltriebwagen beibehalten und ist zum Einkehren in die Gastwirtschaft und zum Einkauf und Verzehr der bekannten „Schneebergbuchteln“ vorgesehen, die die Popularität der Station begründet haben.
Seit 2010 wird die Hütte von der Schneebergbahn GmbH geführt.

## Übergang zu anderen Hütten
- Hengsthütte
- Ternitzer Hütte
- Berghaus Hochschneeberg
- Damböckhaus